# 松阪市立幸小学校
松阪市立幸小学校（まつさかしりつ さいわいしょうがっこう）は三重県松阪市の市立小学校。

## 歴史
1952年（昭和27年）9月に松阪市立第二小学校から分離して開校した。本校を三重大学学芸学部松阪分校に、分教場を旧第二小学校に置いた。開校のきっかけになったのは前年に発生した松阪大火であり、大火で焼けた第二小学校の仮校舎が垣鼻町に置かれたものの、三重交通松阪線（松電）の踏切を渡らなければ通学できない地域が発生したため、通学上危険であるして新校の設置が要望され実現したものである。校名の「幸」は、学校所在地の殿町の中にある地名「幸町」から採用された。1952年（昭和27年）12月1日、三重県立松阪工業高等学校の美術部生徒がデザインした校章が制定された。校歌（1953年〔昭和28年〕3月19日制定）は日本全国から公募し、山梨県の安藤壮一の歌詞が採用され、作曲は三重大学の大島徳吉が行った。
1954年（昭和29年）6月に分教場を廃止、9月25日に木造2階建ての校舎が完成した。1956年（昭和31年）10月24日に鉄筋コンクリート構造3階建て一部4階建ての新校舎が完成、この日が創立記念日となった。なお建設工事中には弥生土器が発見されている。翌1957年（昭和32年）10月20日には運動場が完成した。児童数の増加によりプレハブ校舎が増設され、1972年（昭和47年）10月23日にプールが、1973年（昭和48年）10月4日に鉄筋コンクリート構造3階建ての新校舎が竣工した。
1989年（平成元年）12月、1954年（昭和29年）に建てられた木造校舎（通称「旧木」）が取り壊された。1995年（平成7年）3月10日、体育館が完成した。

## 校区
※は、一部の番地で学区（校区）が異なる。
- 黒田町
- 新町
- 白粉町
- 泉町
- 内五曲町
- 桜町
- 五月町
- 大黒田町※
- 殿町※
- 湊町※

## 児童数
2009年5月1日現在の児童数は476人であった。2016年5月1日現在の児童数は22学級467人である。

## 出身者
- 田村憲久 - 元厚生労働大臣[10]